# Lyaskovets (obchtina)

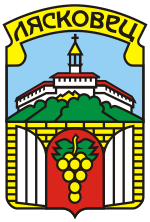

Lyaskovets (bulgare : Лясковец) est une obchtina de l'oblast de Veliko Tarnovo en Bulgarie.